# Parallelia trogosema
Parallelia trogosema là một loài bướm đêm trong họ Erebidae.